# Discgolf
Discgolf je jedním z nejrozšířenějších sportů s létajícím talířem. Pravidly vychází z klasického golfu, ale hraje se speciálními létajícími talíři (tzv. disky). Cílem hry je hodit létající disk do koše co nejmenším počtem hodů. Tento sport vznikl v 70. letech v USA a získává stále více příznivců po celém světě.

## Princip hry
Disk se hází z určeného výhoziště na cíl, ten už dnes většinou tvoří ocelový koš s řetězy, velmi výjimečně ale jiné předměty, například tyče zatlučené do země. Průměrná délka jamky (tedy vzdálenost mezi výhozištěm a cílem) bývá kolem 80–120 metrů a dá se časem dosáhnout třemi (případně i dvěma) hody. Po prvním hodu z výhoziště hráč hází druhý hod z místa, kde se disk zastavil a pokračuje, dokud netrefí cíl. Hráč si na každý hod vybírá disk, který se mu hodí (podobně jako golfista mění hole). Disků je několik druhů, liší se především dosahovanou délkou hodu a tvarem letu, ale i hmotností nebo materiálem.
Hřiště bývá navrženo tak, aby se hráči museli potýkat s přírodními překážkami, jako jsou stromy, keře, kopce, případně vodní plochy, a ukázali svoje schopnosti uvažovat nad situací a házet přesně krátké i dlouhé, levo- i pravotočivé hody. Vítězem je ten, kdo dokončí celé hřiště (většinou sestávající z 9 nebo 18 jamek) nejmenším počtem hodů.
Na rozdíl od klasického golfu sport nevyžaduje drahé vybavení a především ze začátku je snadno dostupný a finančně velmi nenáročný (začínajícímu hráči stačí jeden dobře vybraný disk). Vstup na většinu discgolfových hřišť navíc není nijak omezen.

## Hřiště
Discgolfové hřiště může být všude, kde je dostatek místa a vhodný terén. Ideální jsou větší městské parky, nebo příměstské oblasti s volnými i křovinatými plochami místy porostlými stromy. Na škodu není ani malé převýšení či potůček nebo rybníček, které naopak dokáží hru zpestřit. Při tvorbě jamek se klade důraz na jejich různorodost – střídají se vzdálenosti (běžně 50–250 m) a ve vysoké míře se využívá přirozených překážek, tak aby měl hráč na výběr z několika způsobů dosažení cíle (obhodit strom v cestě zleva nebo zprava; 2 nebo 3 jisté kratší hody kolem stromů nebo jeden dlouhý riskantní hod přes vodu atd.).
Ve světě existuje velké množství discgolfových hřišť s pevně instalovanými koši, nejvíce v USA, kde sport vznikl. V Evropě je discgolf nejrozšířenější ve Finsku a ve Švédsku, velký rozvoj zažívá v Estonsku, kde ho stále více majitelů horských resortů nabízí jako aktivitu v době, kdy není sníh (po většinu roku). Mnoho hřišť je třeba ve Spojeném království, Norsku nebo Francii, ve zbytku světa hlavně v Japonsku nebo Kanadě. Ze sousedních států se hraje hlavně v Německu a Rakousku.
V ČR bylo postaveno první stálé hřiště v Nučicích. V roce 2019 Česko překonalo hranici 100 hřišť a stále přibývají další (například DiscGolfPark Kolářovy sady v Prostějově v roce 2023). Navíc jsou pravidelně pořádané turnaje na hřištích dočasných a to jak ve volné přírodě (Svinec u Nového Jičína, Chřiby, Vesec), tak v zámeckých parcích (Kozel, Konopiště), případně na rozšířených layoutech, jako je říjnové Czech Open na pražské Ladronce rozšířené z pevných 9 na 18 jamek.

## Cílová skupina
Discgolf je sport pro všechny věkové kategorie, což potvrzuje zastoupení na soutěžní úrovni ve všech kategoriích od MJ12 (do 12 let) až po Grandmaster (MP50) – 50 let a starší. Jako rekreační sport v sobě discgolf spojuje pobyt v přírodě s psychickou i fyzickou aktivitou a pomáhá tak v udržení dobré tělesné kondice i odreagování.